# Les Misérables (musical)
 For alternative betydninger, se Les Misérables (flertydig). (Se også artikler, som begynder med Les Misérables)
Les Misérables, i folkemunde ofte omtalt som Les Mis i engelsksprogede lande, er en musical, som er baseret på den franske digter og romanforfatter Victor Hugos roman af samme navn fra 1862. Den blev omskrevet af Claude-Michel Schönberg (musik), Alain Boublil og Jean-Marc Natel (originale franske tekster), og Herbert Kretzmer (engelske tekster), og hele forestillingen bliver sunget. Den oprindelige franske musical havde premiere i Paris i 1980 med Robert Hossein som instruktør. Den engelsksprogede version blev produceret af Cameron Mackintosh og den spillede i London fra oktober 1985 på Barbican Theatre, hvorefter den spillede frem til 2015 på Palace Theatre, hvorefter den rykkede til Queens Theatre, hvor den spillede indtil Coronanedlukningen. I 2021 åbnede den i en nyopsætning på Sondheim Theatre, hvor den stadig spiller for fulde huse. Dette gør den til den længst kørende musical i West End og den næst længst kørende i verden efter The Fantasticks.
Handlingen foregår i begyndelsen af 1800-tallets i Frankrig, og fortæller historien om en fransk bonde ved navn Jean Valjean og hans ønske om frelse efter at have siddet 19 år i fængsel for at have stjålet et brød til sin søsters sultende barn. Valjean beslutter at bryde sin prøveløsladelse og starte sit liv på ny efter en biskop inspirerer ham ved at vise nåde. Han blive dog jagtet af politiinspektøren Javert. Undervejs bliver Valjean og en række andre karakterer involveret i juni-oprøret d. 5 juni, 1832 i Frankrig, hvor en gruppe af unge idealister forsøger at afsætte regeringen ved en barrikade på gaden.